# Pseudohemihyalea potosi
Pseudohemihyalea potosi là một loài bướm đêm thuộc phân họ Arctiinae, họ Erebidae. It has currently only been có ở Cerro Potosi, the highest peak in the Sierra Madre Oriental in the state của Nuevo Leon, México.
Chiều dài cánh trước là 25 mm hoặc more.
Ấu trùng có thể ăn các loài Pinus.